# Popielewo (województwo kujawsko-pomorskie)
Popielewo – (niem. Fünfeichen) wieś w Polsce położona w województwie kujawsko-pomorskim, w powiecie bydgoskim, w gminie Koronowo.

## Podział administracyjny
Osada smolna, własność opata cystersów w Koronowie pod koniec XVI wieku leżała w powiecie nakielskim województwa kaliskiego. W latach 1975–1998 miejscowość położona była w województwie bydgoskim.

## Demografia
Według danych Urzędu Gminy Koronowo (XII 2015 r.) miejscowość liczyła 90 mieszkańców.